# Hymera (Indiana)
Hymera es un pueblo ubicado en el condado de Sullivan en el estado estadounidense de Indiana. En el Censo de 2010 tenía una población de 801 habitantes y una densidad poblacional de 434,36 personas por km².

## Geografía
Hymera se encuentra ubicado en las coordenadas 39°11′9″N 87°17′56″O / 39.18583, -87.29889. Según la Oficina del Censo de los Estados Unidos, Hymera tiene una superficie total de 1.84 km², de la cual 1.84 km² corresponden a tierra firme y (0%) 0 km² es agua.

## Demografía
Según el censo de 2010, había 801 personas residiendo en Hymera. La densidad de población era de 434,36 hab./km². De los 801 habitantes, Hymera estaba compuesto por el 99% blancos, el 0% eran afroamericanos, el 0.25% eran amerindios, el 0% eran asiáticos, el 0% eran isleños del Pacífico, el 0% eran de otras razas y el 0.75% pertenecían a dos o más razas. Del total de la población el 0.12% eran hispanos o latinos de cualquier raza.